# 妻しぼり
『妻しぼり』（つましぼり）は、アリスソフトから2006年8月4日に発売されたアダルトゲームである。「妻シリーズ」の第3弾。
予約特典として『妻みぐい』、『妻みぐい2』のヒロインの香苗がゲストとして登場する『+香苗ディスク』が同梱された。元来、メーカー通販の特典として多かったアップデートディスクが、今作では期間限定ながら一般量販店でも期限付きで取り扱われた。

## あらすじ
心羽幸介は父親への反発心から家を出て、大学の先輩のアパートに居候しながら勉学に励み、就職も決まって後は卒業を待つばかりの状況となっていた。そんなある日、幸介は先輩の個人的な都合からアパートを即日で追い出されて途方に暮れるが、そこに1人の美人が「貴方の見合い相手の姉です。見合いの監視役として貴方を迎えにきました。」と言って現れ、とある一軒家に案内する。親の施しは受けたくなかった幸介ではあったが、状況が切羽詰まっていたため、見合い相手の琴月円とその姉の咲良との同居生活を始める。

## 登場人物

### 主人公
心羽 幸介（しんば こうすけ）
本作の主人公。22歳。大学4回生で、すでに就職先も決まっている。
幼い頃からの親の束縛に反発し、大学に入学と当時に家を出て親からは学費以外の援助を断っている。しかし、その実態は大学の先輩（安住大地）のアパートに転がり込み、食費程度をアルバイトで稼いでいるだけなので、自立していると言える状況ではない。自分の名前を「不幸の幸に介すると書いて」と言って説明する。
女性経験は皆無で彼女もいない。先輩にアパートを追い出され、切羽詰まっている。

### メインヒロイン
葵 咲良（あおい さくら）
声 - 一色ヒカル
円の姉。既婚だが夫に先立たれ、子供はなし。爆乳の持ち主。非処女。
幸介と円の監視役兼世話係として幸介たちと同居する。母性と優しさに満ち溢れた世話好きな性格の持ち主。
琴月 円（ことつき まどか）
声 - 風音
咲良の妹。24歳。姉には劣るものの、かなりの巨乳を持つ。処女。
幸介の見合いの相手だが、親に仕組まれた強制的な見合いなので、幸介のアラを探して見合いを早く終わらせたいと思っている。
感情的で姉に劣等感を抱いているが、根の優しさからそれを表に出すことはほとんどない。

### サブヒロイン
竹内 姫香（たけうち ひめか）
声 - 風華
喫茶店「浪豆（ろーず）」の経営者。既婚で28歳（子供なし。流産経験アリ）。
幸介の面倒を幼い頃から見てきていたお姉さん的な存在。前夫の郷鉄とは、彼のDVが原因で半年前に離婚した。
離婚の前に流産しており、周囲には郷鉄のDVが原因と思われているが、姫香の妊娠中には郷鉄のDVはあまりなかったらしい。
伊澤 律子（いざわ りつこ）
声 - 紫苑みやび
幸介の通う大学の講師。
幸介が高校生の時に、研修生として幸介のクラスを受け持ったことがある。直嗣と近々結婚する予定。
椿 雪絵（つばき ゆきえ）
声 - 深井晴花
隣に住む奥様。子供は1人。
家事と居酒屋経営を両立させている働き者。しかし、夫婦仲は冷めてしまっている。
宮前 るみな（みやまえ るみな）
声 - 草柳順子
圭太の従姉妹。
幼い頃から両親が共働きで忙しいため、事実上の一人暮らしをしている。それゆえの人見知りから表裏のある性格で、圭太の前では甘えた態度を取るが、それ以外の者には素っ気ない態度を取る。

### サブキャラクター
大橋 圭太（おおはし けいた）
幸介の高校からの友人。
成績優秀、容姿端麗、スポーツ万能のうえ、資産家の御曹司。幸介の親友であり、彼の魅力を理解している。
安住 大地（やすずみ だいち）
幸介の先輩でアパートでの同居人。
幸介の大学の先輩ではあるが、現在大学2回生（浪人と留年を繰り返しかなりの年上）。自分勝手なところもあるが悪人ではない。エロを語らせると熱く燃える。
秋山 直嗣（あきやま なおつぐ）
幸介の大学の講師で、律子の婚約者。
陸上部の指導をしている。武闘派で何事も力で解決させたがる性格。
椿 良治（つばき よしはる）
雪絵の夫。
仕事はできるが、家庭を顧みないエリートサラリーマン。妻である雪絵への興味はすでになく、色々な女性と浮気を繰り返す。
プレイヤーが雪絵と関係を持った場合、咲良を狙うべく行動する。咲良の調教を試みようとするが、何でも幸介に先を越されていることを知ると、嫉妬心から咲良を妊娠させようとする。
椿 京弥（つばき きょうや）
良治と雪絵の長男（一人っ子）。
るみなとは同級生で同じ塾に通っている。弱気な性格だが、思いつめると強気になり、暴走してキレる性格。
プレイヤーが雪絵と関係を持ち、かつ良治が咲良に手を出し損ねた場合、行動を開始する。
横須賀 三郎（よこすか さぶろう）
八百屋の店主。
代々受け継いできた八百屋を一人で切り盛りしており、現在跡継ぎが居ないことが悩みで、どうにかして跡継ぎが欲しいと思っている。15年前に妻に先立たれた頃からインポ状態。九十郎とは喧嘩友達で、よく言い争いをしている。
姫香のことが好きだが、彼女の眼中にはない。プレイヤーが姫香と関係を持った場合、咲良を狙うべく行動を始める。
馬場 九十郎（ばば くじゅうろう）
浪豆の常連客。
競馬好きでいつも競馬新聞を持ち歩いている。三郎とは喧嘩友達で、よく言い争いをしている。
斧田 郷鉄（おのだ ごうてつ）
姫香の前夫。
怒るとすぐ暴力に訴える性格。現在、ギャンブルで作った多額の借金の取り立てから逃れようと逃亡生活を送っている。
琴月 多加志（ことつき たかし）
幸介の通う大学の学長で咲良と円の父親。
幸介の父親の親友で、2人の娘のことを心から愛している。
大菊 ジュン（おおぎく ジュン）
アダルトショップの店長。妻シリーズのレギュラーキャラクター。
女性よりも若い男性を好む傾向にあるが、同性愛者ではない（ただ、死んだ息子の面影を感じる人間に好意を抱いているだけである）。面倒見の良い気さくな性格なので、周囲からは好かれている。

### エキストラキャラクター
心羽 義一（しんば ぎいち）
幸介の父親。
圭太の話によると彼の家と変わらないくらいの資産家らしいが、幸介には厳しく幼い頃から体を鍛えることを強要していた。また、幸介には22年間で一度も小遣いを渡したことがない。しかし、幸介の知らない所では彼に気付かれないよう、生活を支援していた。
心羽 泰子（しんば やすこ）
幸介の母親。
葵 幸一（あおい こういち）
咲良の夫。咲良とは見合い結婚だった。

### ゲストキャラクター
蓮間 香苗（はすま かなえ）
声 - 深井晴花
『妻みぐい』シリーズのヒロイン。予約特典の追加ディスクを導入すると登場する。

## スタッフ
- 監督・企画 - 風麟
- シナリオ - TAMAMI、風麟（補助）、ふみゃ（補助）
- キャラクター原画 - ちょも山
- 音楽・効果 - SHADE、NEY

## アダルトアニメ版
DVD各巻30分（「THE BEST」のみ60分）。
サブタイトル
- 第一幕「奇妙な同棲性活」（2008年5月25日発売）
- 第二幕「咲良と円どっちにするの…？」（2008年9月25日発売）
- 「THE BEST」（2011年7月22日発売） - 第一幕と第二幕をDVD1枚に収録した廉価版。映像特典として、キャラクター設定資料集が収録されている。

スタッフ
- 原作 - ALICE SOFT
- プロデューサー - 村上幸太郎、本田P三
- 監督・演出 - 雷火剣
- 製作・発売 - 「妻しぼり」アニメ製作委員会
- 販売 - GPミュージアムソフト